# Arthur Bigge, I barone Stamfordham
Arthur John Bigge, I barone Stamfordham (18 giugno 1849 – Londra, 31 marzo 1931), è stato un ufficiale inglese.

## Biografia
Bigge era il figlio di John Frederic Bigge, vicario di Stamfordham, e il nipote di Charles William Bigge, e di sua moglie, Caroline Mary Ellison. Studiò al Rossall School e al Royal Military Academy di Woolwich ed entrò nella Royal Artillery nel 1869.

### Carriera
Bigge è stato nominato segretario privato della regina Vittoria (1895-1901). Un paio di mesi più tardi fu nominato segretario privato del nipote, il duca di Cornovaglia e di York (nominato Principe di Galles nello stesso anno). Ha continuato a servire come tale, fino all'ascesa di Giorgio V nel 1910, servendo fino alla sua morte nel 1931. Come segretario privato del sovrano divenne membro del Consiglio privato nel 1910 e elevato alla nobiltà come Barone Stamfordham, di Stamfordham nella Contea di Northumberland, nel 1911 .
Bigge esercitò un'influenza notevole sul re, consigliandogli di cambiare il nome della famiglia da Sassonia-Coburgo-Gotha a Windsor e di non concedere l'asilo allo zar Nicola II e la sua famiglia, che furono costretti a rimanere in Russia.

### Matrimonio
Sposò, il 10 febbraio 1881, Constance Neville (?-24 aprile 1922), figlia del reverendo William Frederick Neville. Ebbero tre figli:
- Victoria Eugenie Bigge (28 novembre 1881-?), sposò Henry Adeane, ebbero un figlio[4] ;
- Margaret Bigge (5 luglio 1885-?);
- John Neville Bigge (14 ottobre 1887-15 maggio 1915)[5].

### Morte
Morì il 31 marzo 1931, a St James Palace.